# Chrysometa huanuco
Chrysometa huanuco là một loài nhện trong họ Tetragnathidae.
Loài này thuộc chi Chrysometa. Chrysometa huanuco được Herbert W. Levi miêu tả năm 1986.